# Big W
Big W (eigen schrijfwijze: BIG W) is een Australische keten van discountwarenhuizen, die in 1964 werd opgericht in de regio Nieuw-Zuid-Wales. Het bedrijf is een divisie van de Woolworths Group en exploiteerde in 2024 179 winkels,  met ongeveer 18.000 werknemers verspreid over het vasteland van Australië en Tasmanië. 
Big W verkoopt kleding, gezondheids- en schoonheidsartikelen, tuinartikelen, keukengerei, speelgoed, artikelen voor huisdieren, kantoorartikelen, boeken, televisies, spelcomputers, videogames, sommige meubelen, snacks en kleine elektrische huishoudelijke apparaten, zowel via de website als in de fysieke winkels.

## Geschiedenis
De eerste vestiging werd in 1964 geopend in het winkelcentrum Jesmond in Newcastle. De oorspronkelijke winkels waren warenhuizen met een compleet assortiment, vergelijkbaar met Myer en David Jones. In die tijd had Woolworths nog enkele honderden Woolworths Variety-winkels. Dit waren de oorspronkelijke Woolworths-winkels, die een klein assortiment algemene handelsproducten verkochten.
In 1970 raakte de naam Big W in onbruik. De winkels werden omgebouwd tot wat toen bekendstond als Woolworths Family Centres, die "een zeer groot assortiment algemene goederen en een supermarktassortiment" hadden. Deze winkels werden uiteindelijk in de jaren 80 omgebouwd tot supermarkten.

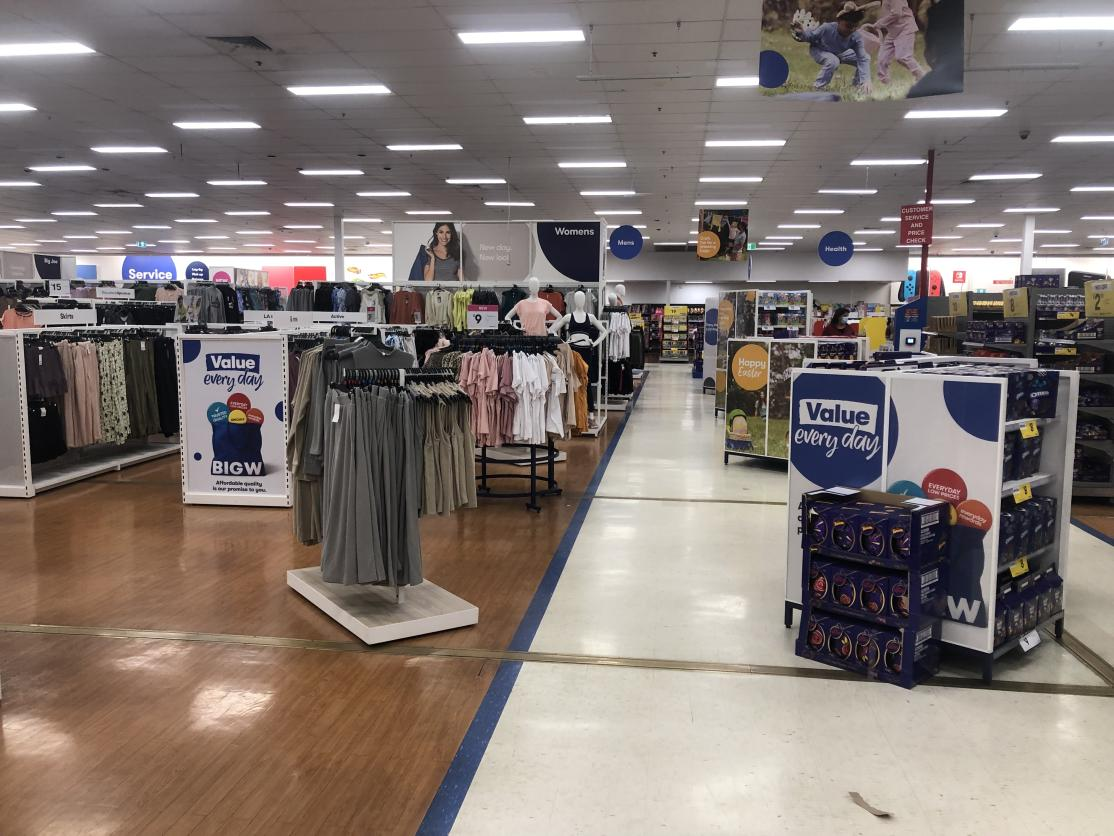
Interieur van de Big W-winkel in het Campsie Centre in Campsie, New South Wales

De naam Big W werd nieuw leven ingeblazen met een nieuwe winkel in Tamworth in 1976, het eerste Big W-discountwarenhuis dat werd geopend, met het succesvolle discountwarenhuisformat.
Woolworths Limited ontwikkelde het merk Big W om Australische consumenten een breed assortiment aan algemene handelsproducten te bieden via een one-stop-shop. De naam van Big W weerspiegelt de complementaire relatie die het heeft met Woolworths Supermarkets, waarbij de W staat voor Woolworths. 
De splitsing van de supermarkten Big W en Woolworths was in 1989 grotendeels voltooid, hoewel er tot in de jaren 1990 nog een paar Woolworths Variety-winkels open waren (zoals die in de Rundle Mall in Adelaide).
In 2012 sponsorde Big W de toen actuele remake van The Price is Right.
In augustus 2022 opende Big W zijn eerste kleine winkel in Town Hall, Sydney.
In november 2023 lanceerde het bedrijf Big W Market, een online marktplaats waar externe bedrijven hun producten kunnen verkopen.

## Diensten

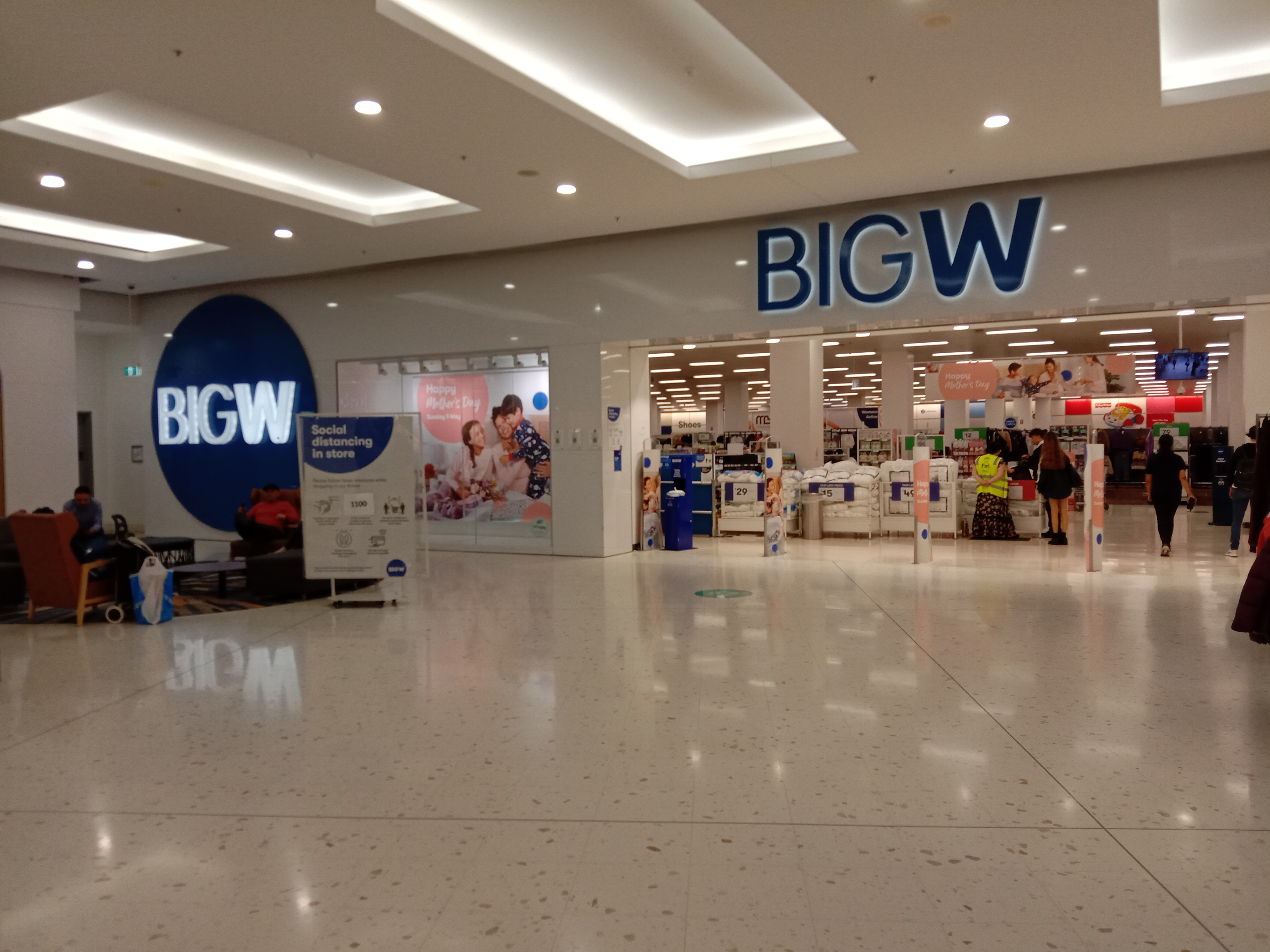
Een Big W-winkel in het winkelcentrum Top Ryde City, Ryde, New South Wales

Sinds de opening van de moderne winkels in 1976 beschikten de Big W-filialen over tuincentra die vergelijkbaar waren met Kmart en Target. In de jaren 1980 en begin jaren 2000 werden dergelijke faciliteiten aan het hele winkelbestand toegevoegd. Halverwege de jaren 2000 werden ze alleen nog maar aan een select aantal winkels toegevoegd en eind jaren 2010 werden ze volledig gesloten. In tegenstelling tot de concurrentie houdt Big W zijn tuincentra echter nog steeds actief in de meeste van zijn winkels die het bedrijf samen met hen heeft gebouwd.
Big W was het tweede bedrijf in Australië dat zelfscankassa's ging gebruiken. De kassa's werden in 2003 op proef geïntroduceerd in twee grote winkels in Sydney. Eind 2005 werden ze in heel Australië uitgebreid.
In augustus 2014 opende Big W zijn eerste feestwinkel in het Rouse Hill Town Centre in New South Wales en zijn tweede in het onlangs gerenoveerde Macquarie Centre, ook in New South Wales. Er zijn momenteel 176 winkels in heel Australië.
In 2022 begon Big W met het afbouwen van zijn fotoafdrukservice, vanwege de afnemende vraag en de groei van online fotobestellingen.

### Vroegere diensten
In 2007 begon Big W met het testen van opticiëns in Zuid-Australië en sindsdien zijn deze diensten toegevoegd aan geselecteerde winkels in Queensland, Victoria, New South Wales, Tasmanië en het Australisch Hoofdstedelijk Territorium. 
In mei 2019 kondigde Big W de sluiting aan van alle 41 Big W Optometry-filialen, wat gepaard ging met het verlies van 175 banen. Dit zou geen gevolgen hebben voor de Big W-winkel waar de optometrie-afdeling is gevestigd en de laatste oogmetingen konden eind juli worden gehouden. Sinds augustus 2019 zijn alle optometriewinkels gesloten. Er zijn nu aparte winkels die gehuurd moeten worden of winkels in de Big W-winkel die gebruikt worden als ruimte voor een andere afdeling.